# Анджав
Анджа́в (англ. Anjaw) — округ в индийском штате Аруначал-Прадеш. Образован 16 февраля 2004 года в результате реорганизации округов штата. Является самым восточным округом в Индии. На севере граничит с Китаем. Административный центр — город Хавай. По данным всеиндийской переписи 2001 года население округа составляло 18 428 человек. Уровень грамотности взрослого населения составлял 31,32 %, что значительно ниже среднеиндийского уровня (59,5 %).

## Примечания

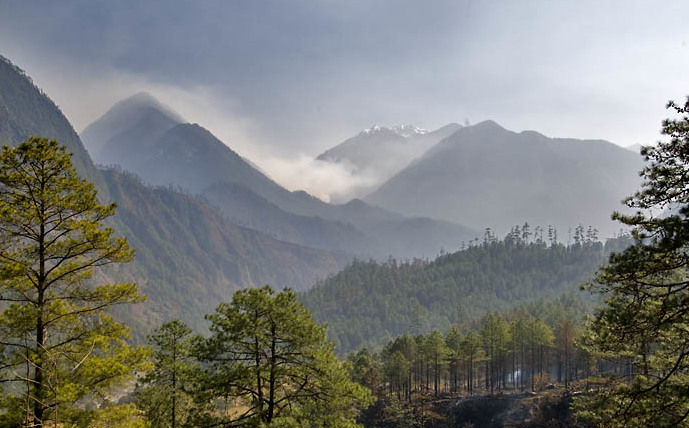
Природа округа Анджав